# Belo (azienda)
La Belo Corp. era un'azienda multimediale statunitense attiva nei media e nella comunicazione, in particolare nella televisione e – attraverso la controllata A. H. Belo Corporation – nella carta stampata. Aveva sede a Dallas e controlla 20 stazioni televisive e due reti regionali via cavo.

## Storia
L'origine dell'azienda dev'esser fatta risalire ad una tipografia di Galveston, che dall'11 aprile 1842 pubblica il Daily News. Dal 1857 iniziò la pubblicazione del Texas Almanac.
Alfred Horatio Belo ereditò l'attività nel 1876. Nel 1885 cominciò la pubblicazione del quotidiano The Dallas Morning News, la pubblicazione ammiraglia della casa editrice, con George Bannerman Dealey come editore. Nel 1923 la sede dell'azienda fu spostata da Galveston a Dallas. Tre anni più tardi l'azienda assunse il nome di A. H. Belo Corporation, che mantenne fino al 2002 quando assunse l'attuale nome.
A Dallas l'azienda si sviluppò fino a divenire un gruppo industriale dei media, arrivando a possedere stazioni radio e TV. Il 1º ottobre 2007 la dirigenza decise di separare le attività televisive da quelle di pubblicazione di quotidiani: dal febbraio 2008 è stata scorporata quest'ultima attività, confluita nella neonata A. H. Belo, che riprende il vecchio nome.